# 1913 Секаніна
1913 Секаніна (1913 Sekanina) — астероїд головного поясу, відкритий 22 вересня 1928 року.
Тіссеранів параметр щодо Юпітера — 3,289.